# Satu Vihavainen
Aune Satu Marjatta Vihavainen, född 21 januari 1957 i Nilsiä, är en finländsk operasångerska (sopran). 
Vihavainen studerade vid Sibelius-Akademin (diplom 1981), vann andra pris i Timo Mustakallio-tävlingen 1980 och andra pris i sångtävlingen i Villmanstrand 1981. Hon är sedan 1982 engagerad vid Finlands nationalopera, där hon utfört centrala sopranroller i verk av bland andra Wolfgang Amadeus Mozart, Carl Maria von Weber, Richard Wagner, Charles Gounod, Georges Bizet, Modest Musorgskij, Ruggiero Leoncavallo och Giacomo Puccini; i Joonas Kokkonens Viimeiset kiusaukset har hon framträtt som Riitta och i Aulis Sallinens Kullervo som Systern. 
Vihavainen har gästspelat på scener i många länder i Europa och USA; 2006 var hon engagerad vid musikfestspelen i Bayreuth. Som konsertsångerska debuterade hon 1983 och har därpå regelbundet framträtt i Finland och utomlands även som oratoriesolist. Hon undervisade 1988–1998 vid Sibelius-Akademin och ledde 1998–2003 festivalen Satu vai totta i Nilsiä, där Kokkonens Viimeiset kiusaukset framfördes.